# Giovanni Lavaggi
Giovanni Lavaggi (n. 18 februarie 1958) este un fost pilot italian de Formula 1 care a evoluat în Campionatul Mondial între anii 1995 și 1996.

## Cariera în Formula 1
| Sezon | Echipă             | Puncte      | Loc clasament general |
| ----- | ------------------ | ----------- | --------------------- |
| 1992  | March F1           | Pilot teste | -                     |
| 1994  | Pacific Grand Prix | Pilot teste | -                     |
| 1995  | Pacific Grand Prix | 0           | -                     |
| 1996  | Minardi Team       | 0           | -                     |